# WrestleMania XV
WrestleMania XV var den 15. udgave af pay-per-view-showet WrestleMania produceret af World Wrestling Federation. Det fandt sted 28. marts 1999 fra First Union Center i Philadelphia, Pennsylvania, hvor der var 20.276 tilskuere.
Showets main event var en VM-titelkamp mellem The Rock og Steve Austin, men på programmet var også en Hell in a Cell Match mellem The Undertaker og Big Boss Man. 

## Resultater
- WWF Hardcore Championship: Hardcore Holly besejrede Billy Gunn og Al Snow i en Triple Threat Hardcore Match
  - Hardcore Holly vandt dermed titlen
- WWF World Tag Team Championship: Owen Hart og Jeff Jarrett (med Debra McMichael) besejrede Test og D'Lo Brown (med Ivory)
- Butterbean besejrede Bart Gunn
- Mankind besejrede Big Show via diskvalifikation
- WWF Intercontinental Championship: Road Dogg besejrede Ken Shamrock, Goldust (med The Blue Meanie og Ryan Shamrock) og Val Venir i en Four Corners Elimination Match
- Kane besejrede Triple H via diskvalikation
- WWF Women's Championship: Sable besejrede Tori
- WWF European Championship: Shane McMahon (med Test) besejrede X-Pac
- The Undertaker (med Paul Bearer) besejrede Big Boss Man i en Hell in a Cell Match
- WWF Championship: Steve Austin besejrede The Rock i en No Disqualification Match
  - Steve Austin vandt dermed VM-titlen igen.

| Sport | Spire Denne artikel om sport er en spire som bør udbygges. Du er velkommen til at hjælpe Wikipedia ved at udvide den. |